# コレットは死ぬことにした
『コレットは死ぬことにした』（コレットはしぬことにした）は、幸村アルトによる日本の少女漫画作品。冥府ロマンスと称される。『花とゆめ』（白泉社）にて、2014年7号（同年3月5日）から短期集中連載された後、同年16号（同年7月18日発売）から本格連載開始。2016年からは数度にわたってドラマCD化されている。コミックス6巻に合わせて2017年1月28日にはジュンク堂書店池袋本店にて、幸村にとっての初めてのサイン会が開催された。2021年21号（同年10月5日発売）にて完結。完結後、2022年2号に番外編が掲載された。新章『コレットは死ぬことにした -婚姻編-』を『ザ花とゆめ』（同）にて開始することが発表されていたが、『コレットは死ぬことにした -女神編-』にタイトルが変更され、2022年1月27日発売の同年3月1日号より同年10月26日発売の12月1日号まで連載された。2021年10月時点で電子版を含めた累計発行部数は300万部を突破している。2022年4月28日、2021年度「白泉社電子書籍大賞」の優秀賞を受賞。

## あらすじ
6歳の時に住んでいた村が流行り病で全滅してしまった少女コレットは、薬師の先生に拾われて長じて薬師となる。しかし、薬師のハードな仕事に疲弊し、ある日井戸に飛び込んでしまう。井戸の先は冥府につながっており、そこで冥王ハデスに出会い、体調を崩していた彼の治療をすることとなった。

## 登場人物
声はドラマCDの声優。

### 主人公
コレット
声 - 矢作紗友里
おてんばな薬師。青い服と金髪三つ編みは薬師のしるし。6歳のときに流行病で村が全滅し、家族を失った後、薬師のアンノに引き取られる。かつては薬師としてオーバーワークに辟易していたが、自らの辛さを堪えてでも人々のために己の仕事を貫くハデスの姿に影響を受けて成長していく一方で、ハデスに恋心を抱くようになる。
ハデス
声 - 小野大輔
冥府を統べる王。趣味は犬の散歩。何百年も冥府での仕事を優先し地下にこもっていたため、日光アレルギーを患っている。そんな中偶然冥府に迷いこんだコレットを主治医とするようになるが、次第に一目置くようになる。神々の中でも屈指の美男子で、多くの女神たちから想いを寄せられているが、大抵のものは冥府を恐れて声を掛けられないでいる。

### 冥府の住人
ガイコツ
声 - 風呂ガイコツ：金光宣明、秘書ガイコツ：樫井笙人、料理ガイコツ：小形満、掃除ガイコツ：中博史
ハデスの側近として仕える存在たち。ハデスに絶対的な忠誠を誓っており、彼に一目置かれているコレットにはやや嫉妬している。
ハリー　
声 - 松井恵理子
ハデス専属の針子を務めるガイコツ。「のん」が口癖。ガイコツの中では一番コレットと仲が良く、彼女とハデスが両想いとなったときは誰よりも喜んでいた。
カロン
声 - 花江夏樹
冥府の舟渡し。マイペースで物怖じしない肝の据わった性格。かつては天界の渡し守をしていた下級神だったが、ある時態度の悪い女神をハデスの前で注意したことで逆上した女神に「地面に永遠にへばりつく呪い」を掛けられてしまい、動けなくなったところを肉食獣の群れに襲われて重傷を負ってしまう。しかし冥府の舟渡しを探していたハデスは度胸のあるカロンこそ適任と考え、身を守れる加護、引き裂かれた身体を繋ぎとめ自由に動ける加護を授け、野獣たちに食い千切られてしまった箇所はアポロンの薬草や粘土・石で補われている。そのためハデスには若干軽口をたたきながらも、心の底では深い感謝と忠誠を抱いている。
ケルベロス
声 - ケル：長妻樹里、ベロ：岡崎美保、スー：杉浦しおり
ハデスの飼う冥府の番犬。亡者たちの前では三つ首の巨大な怪物だが、空腹時は3匹の小犬に分離し、それぞれ「ケル（丸目）」「ベロ（吊り目）」「スー（垂れ目）」と名付けられている。3匹それぞれに個性があり、現在のところコレットが抱っこできるのはスーのみである。
コツメ
声 - 潘めぐみ
かつてポセイドンの家来として仕えたカワウソの子供。体が小さく弱かったことで家族に疎まれ、海に流されてしまった先でポセイドンに引き取られるも、アンピトリテが親から嫁入りの餞別に貰ったドレスにワインをこぼしたことで怒りを買い、追放された先でコレットと出会った。その後は冥府でガイコツ達の修行を受け、再びポセイドンの家臣になる試験を受けて最終面接まで残るも、わだかまりの残るアンピトリテを慮ったポセイドンの判断により不合格となる。しかしそれまでの努力や能力を評価したハデスの家臣となった。

### 神々とその関係者

#### オリンポス十二神
ゼウス
声 - 代永翼
ハデスの弟の1人で、神々を統べる王。かつて3兄弟でどの世界を統べるかをくじで決めた際、冥府に行くことを恐れて、一番文句を言わないだろうハデスが冥府を引き当てるよう細工をしたことに罪悪感を抱いている（ハデス自身は気づいており、つまらない細工をしたことに怒っただけで気にしていなかった）。
ポセイドン
ハデスの弟の1人で、海の神。コツメのかつての主君。妻アンピトリテ一筋だが、昔はゼウス同様女癖が悪かった。
厳格なハデスとはあまり仲が良くないものの、コツメの一件は感謝している。
デメテル
ハデスの姉の一人で、豊穣の女神。弟たちの中でも特にハデスを溺愛している。
ヘスティア
ハデスの姉の一人で、炉の女神。彼女本人は慎ましく暮らしたいと考えており、オリュンポス十二神の座をディオニュソスに譲ろうとしたこともある。「マーガレットの会」の名誉顧問。
ヘラ
ゼウスの妻で、結婚を司る女神。夫の浮気癖には悩まされており、度々相手の女性や子供に災いをもたらす。コレットと最初に遭った時もゼウスの愛人かと思い攻撃したが、直後発動した加護からハデスの関係者と分かり直ぐにやめた。ハデスのことを嫌っているわけではないが、彼を十二神に加えるかの会議ではもはや自分たちとは違う存在だと反対した。
アポロン
声 - 立花慎之介
太陽神で、神々の医療師。カロンの主治医でもあり、100年に一度彼の体の定期メンテナンスを行っている。
ヘルメス
伝令神。神々の情報誌「天界通信」の編集を務めるなど、幅広く活躍している。幼いディオニュソスをヘラの魔の手から守り続け、成人し神となった後も放浪癖のある彼のお目付け役でもある。ゼウスの部下。
アテナ
知恵と戦いの女神。純血の乙女限定の「マーガレットの会」の代表。ハデスを十二神に加えるかの会議では、冥王は単独の存在であり敬意を表しての現状維持という形で反対した。
アルテミス
アポロンの姉で、狩りの女神。「マーガレットの会」の運営担当兼お菓子作り担当の女神でアテナに心酔しており、男はアポロン以外に関心がない。
アフロディーテ
愛の女神で、ヘパイストスの妻。性愛に対して奔放な性格の持ち主。美男子であるハデスのことを気に入っており、彼を十二神に加えるかの会議では賛成派だった。
ヘファイストス
アフロディーテの夫で、鍛冶の神。ハデスがケルベロスのために買ったフリスビーの製作者でもある。ハデスを十二神に加えるかの会議では妻を取られるかもしれないと反対したが、前述したフリスビーの礼として大量の砂金を贈ってもらった時は感謝していた。
アレス
軍神。アテナに一度も勝てないことが最大の悩み。天界にいたころのハデスに何度か面倒を見て貰っており、自分を馬鹿呼ばわりしない数少ない存在として慕っている。ディオニュソスの酒蔵を壊した。

#### エリュシオン
クロノス
ハデス達の父神で、農耕神。現在はハデスを幼くしたような赤ん坊の姿だが、当人曰くかつてはハデスによく似た姿だったらしい。
かつて息子たちとの戦争に敗北したことで力を失った結果現在の姿へと変わり、天を流浪する島であるエリュシオンに追放された。以降はラダマンテュス達と共に暮らしていたが、ひょんなことから地上へと降りた際にコレット達と出会い、長男の治める冥府と関わりを持つようになる。
ラダマンテュス、ミノス、アイアコス
かつて人類で最初に法を作った3人。死後はゼウスによってクロノスの世話係を命じられ、共にエリュシオンで暮らしている。
3人とも現在は幼児の姿へと若返っているが、生前の賢者としての知識は健在で、冥府と関わりを持ってからは裁判官も務めたほど。

#### その他の神々とその関係者
ディオニュソス
声 - 江口拓也
ゼウスが人間との間に儲けた息子で、酒の神。ワインを作った神。幼いころはヘラの迫害から逃れるために各地を転々としていたことで放浪癖があり、神となってからも天界にはほとんどおらず地上を放浪している。
ニケ
アテナに仕える勝利の女神。かつて不慮の事故で髪を切ってしまった際、相談に乗ってくれたコレットと親しくなる。
アンピトリテ
ポセイドンの妻。コツメがポセイドンに仕えていた際、かつて親から贈られた花嫁衣裳に彼がワインをこぼしたことに激怒し、ポセイドンがコツメを解雇する原因となった。
コツメが家来の再試験を受けた際は彼の成長を認めるも、やはり花嫁衣裳の一件を許すことはできなかった。
柊
アポロンの宮殿のヒイラギに宿るニンフで、アポロンの家臣。アポロン不在時に天界へ訪れたコレットと友人になる。

### コレットを取り巻く人々
ヘラクレス
半神半人の英雄。かつて倒したネメアの森の獅子の皮のマントを羽織っている。
妻子を失った哀しみの記憶からの解放を求め、予言の神のお告げを受けて祖国の王エウリュステウスに仕え、欲深い彼の命令のままに各地を旅し目当てのものを集めてきた。12番目にして最後の命令でケルベロスの捕獲を命じられて冥府に襲来し騒動を起こすも、コレットやハデスに諭されたことで反省し謝罪した。これを許したハデスからケルベロスの唾液と毛を混ぜた泥人形を渡され、それを本物としてエウリュステウスに渡した。
エウリュステウスがその偽物に懲りたことで役目から解放され、各地を旅してまわっており、里帰りの途中のコレットと再会した際はお供としてマリーの許まで送り届けた。
アンノ
コレットの師匠の薬師。流行病で家族を亡くし、居場所を失ったコレットを引き取った。本編開始から30年前、肺炎にかかった妻ノーラを風邪と誤診して死なせてしまったことを激しく後悔し、死後は牢屋行きを望んでいたが、生前の薬師としての多くの活躍からハデスに天国行きの判決を下され、納得できずにいた。そこで再会したコレットに諭され、さらに天国でノーラの魂と再会したことで自分を許し、天国行きを受け入れた。
ポーラ、セラ
コレットの弟子となった、見習い薬師の少女。まだ未熟なところはあるものの、力を合わせてコレットを支える。
イタン
コレットの兄弟子で、アンノの一番弟子の薬師。明るい性格だが、アンノの死後2代目を継いだ際は不安で追い詰められていた。その苦悩をマリーに救われたことで、彼女に手紙でプロポーズする。
マリー
コレットの姉弟子で、アンノの二番弟子の薬師。姉御肌で面倒見が良く、アンノの死後2代目としてのプレッシャーに押し殺されそうになっていたイタンを支えた。
ユリヤ
コレットの姉弟子で、アンノの三番弟子の薬師。
オーランド
コレットの兄弟子で、アンノの四番弟子の薬師。

## 書誌情報
- 幸村アルト 『コレットは死ぬことにした』 白泉社〈花とゆめコミックス〉、全20巻
  1. 2014年7月18日発売[10]、ISBN 978-4-592-21381-9
  2. 2015年3月20日発売[11]、ISBN 978-4-592-21382-6
  3. 2015年11月20日発売[12]、ISBN 978-4-592-21383-3
  4. 2016年4月20日発売[13]、ISBN 978-4-592-21384-0
  5. 2016年9月20日発売[14]、ISBN 978-4-592-21385-7
  6. 2017年1月20日発売[15]、ISBN 978-4-592-21386-4
  7. 2017年5月19日発売[16]、ISBN 978-4-592-21387-1
  8. 2017年9月20日発売[17]、ISBN 978-4-592-21388-8
  9. 2018年1月19日発売[18]、ISBN 978-4-592-21389-5
  10. 2018年4月20日発売[19]、ISBN 978-4-592-21390-1
    - ドラマCD付き限定版 同日発売[20]、ISBN 978-4-592-21390-1

  11. 2018年9月20日発売[21]、ISBN 978-4-592-21676-6
  12. 2019年1月18日発売[22]、ISBN 978-4-592-21677-3
    - マンガ「コツメくん日記」小冊子付き特装版 同日発売[23]、ISBN 978-4-592-21888-3

  13. 2019年5月20日発売[24]、ISBN 978-4-592-21678-0
  14. 2019年10月18日発売[25]、ISBN 978-4-592-21679-7
  15. 2020年2月20日発売[26]、ISBN 978-4-592-21680-3
  16. 2020年6月19日発売[27]、ISBN 978-4-592-22336-8
    - マンガ「コツメくん日記2」小冊子付き特装版 同日発売[28]、ISBN 978-4-592-22728-1

  17. 2020年10月20日発売[29]、ISBN 978-4-592-22337-5
  18. 2021年2月19日発売[30]、ISBN 978-4-592-22338-2
    - カラー画集付き特装版 同日発売[31]、ISBN 978-4-592-10624-1

  19. 2021年7月20日発売[32]、ISBN 978-4-592-22339-9
  20. 2021年12月20日発売[33]、ISBN 978-4-592-22340-5
    - カラー画集付き特装版 同日発売[34]、ISBN 978-4-592-22805-9
- 幸村アルト 『コレットは死ぬことにした -女神編-』 白泉社〈花とゆめコミックス〉、2023年3月20日発売[35]、ISBN 978-4-592-22365-8